# Završe pri Grobelnem
Završe pri Grobelnem – wieś w Słowenii, w gminie Šmarje pri Jelšah. W 2018 roku liczyła 127 mieszkańców.